# Schulmuseum – Werkstatt für Schulgeschichte Leipzig
Das Schulmuseum – Werkstatt für Schulgeschichte Leipzig (kurz auch Schulmuseum Leipzig) ist eine Einrichtung der Stadt Leipzig. Als Museum sammelt und dokumentiert es Sachzeugnisse zur Leipziger Schul- und Bildungsgeschichte von 1212 bis zur Gegenwart. Nach seinem Leitbild versteht es sich als Museum und als aktiver Lern- und Arbeitsort.

## Standort
Das Museum befindet sich in der Leipziger Innenstadt unter der Adresse Leipzig, Goerdelerring 20 in einem Gebäude des ehemaligen Ministeriums für Staatssicherheit (MfS) der DDR. Dieser sogenannte Saalbau wurde 1957 an das von 1911 bis 1913 für die Alte Leipziger Feuerversicherung errichtete Hauptgebäude angebaut und war der erste Neubau der Staatssicherheit in Leipzig. Das Gebäude steht unter Denkmalschutz.
Die Dauerausstellungen des Museums befinden sich in der zweiten und dritten Etage des Hauses. Die Unterbringung in einem Gebäude des Ministeriums für Staatssicherheit ist von großer Bedeutung für das Selbstverständnis des Museums, das sich in besonderer Weise der Rolle von Schule und Erziehung in den Diktaturen des 20. Jahrhunderts widmet und sich als Ort lebendiger demokratischer Bildung versteht. Gemeinsam mit der „Fachstelle Extremismus und Gewaltprävention“, „Geschäftsstelle Kinder- und Jugendbeteiligung“ einschließlich des Beteiligungsverfahrens Schulbau und Nutzerbeteiligung multifunktionale Gebäude sowie dem Jugendparlament der Stadt Leipzig bildet das Schulmuseum das „Zentrum für demokratische Bildung“ im Amt für Jugend, Familie und Bildung der Stadt Leipzig.

## Geschichte
Bereits 1909 strebte ein zu diesem Zweck gebildeter Verein unter dem Vorsitz von Max Brahn, einem Schüler von Wilhelm Wundt, die Gründung eines Schulmuseums in Leipzig an. Es befand sich in einem Klassenraum einer Leipziger Volksschule, verschwand aber während des Ersten Weltkriegs wieder. Brahn ging 1920 nach Berlin, und Leipzig blieb mehr als 60 Jahre ohne Schulmuseum.
1984 wurde, wie vielerorts in der DDR, auch in Leipzig ein Schulmuseum gegründet. Es wurde in einem Klassenzimmer der damaligen Georg-Schwarz-Schule (heute 57. Mittelschule) im Stadtteil Lindenau eingerichtet. Mit dem Umzug 1994 in die Schule am Floßplatz verbesserten sich die räumlichen Bedingungen. Die notwendige Neuorientierung der Sammlungskonzeption und der gesamten Arbeit der Einrichtung begann zusammen mit einer personellen Erneuerung erst 1998. Im Jahr 2000 erfolgten der Umzug und die Einrichtung des jetzigen Standorts. Von 2000 bis 2015 war Elke Urban die Leiterin des Museums. 2015 übernahm Thomas Töpfer die Leitung des Hauses. Als Kooperationseinrichtung der Stadt, der Universität und der Hochschule für Technik, Wirtschaft und Kultur Leipzig wird die Arbeit des Museums von einem Wissenschaftlichen Beirat begleitet. Seit 2003 besteht der Förderverein Schulmuseum – Werkstatt für Schulgeschichte Leipzig e. V.

## Museum

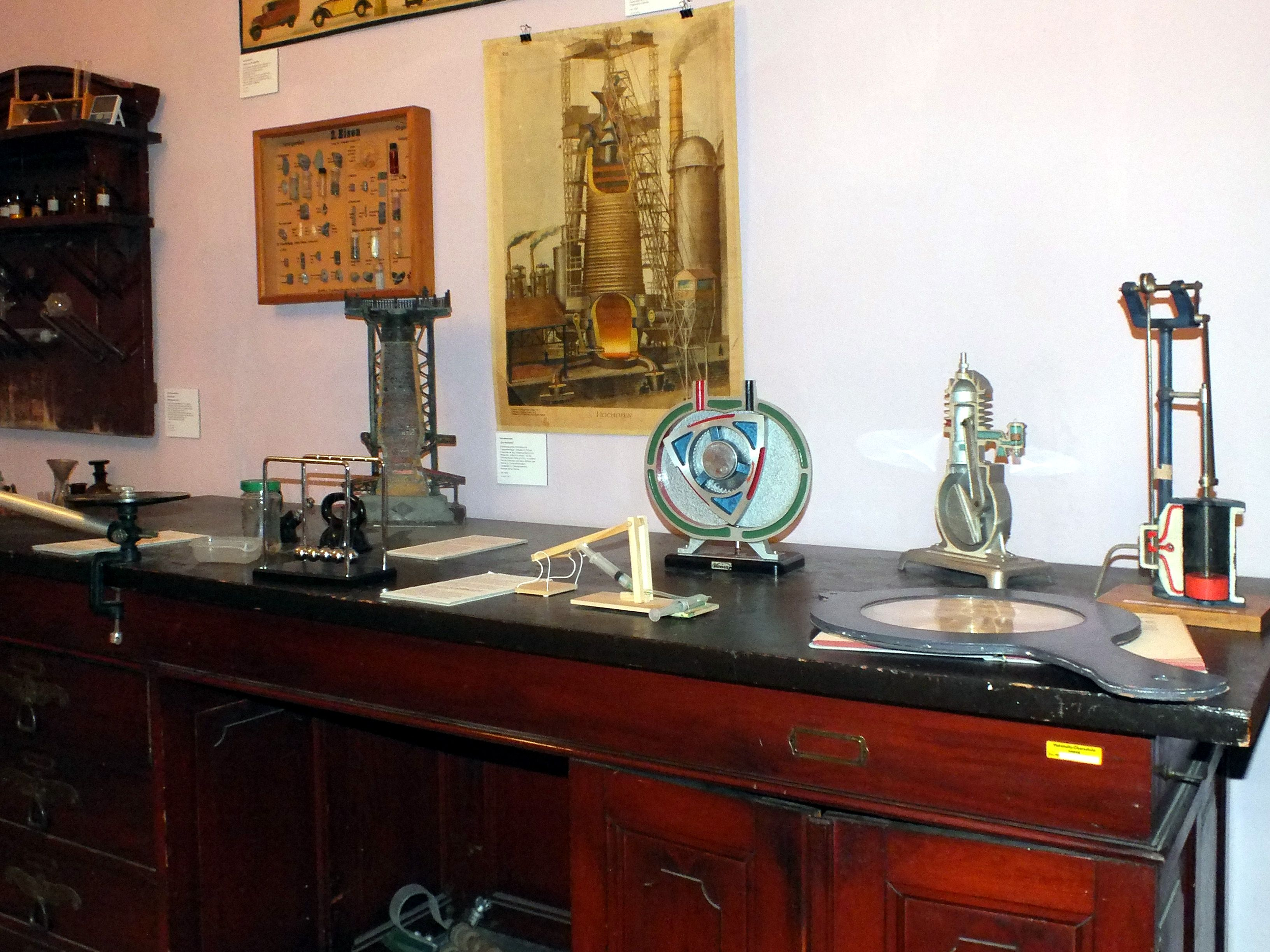
Lehrmittel
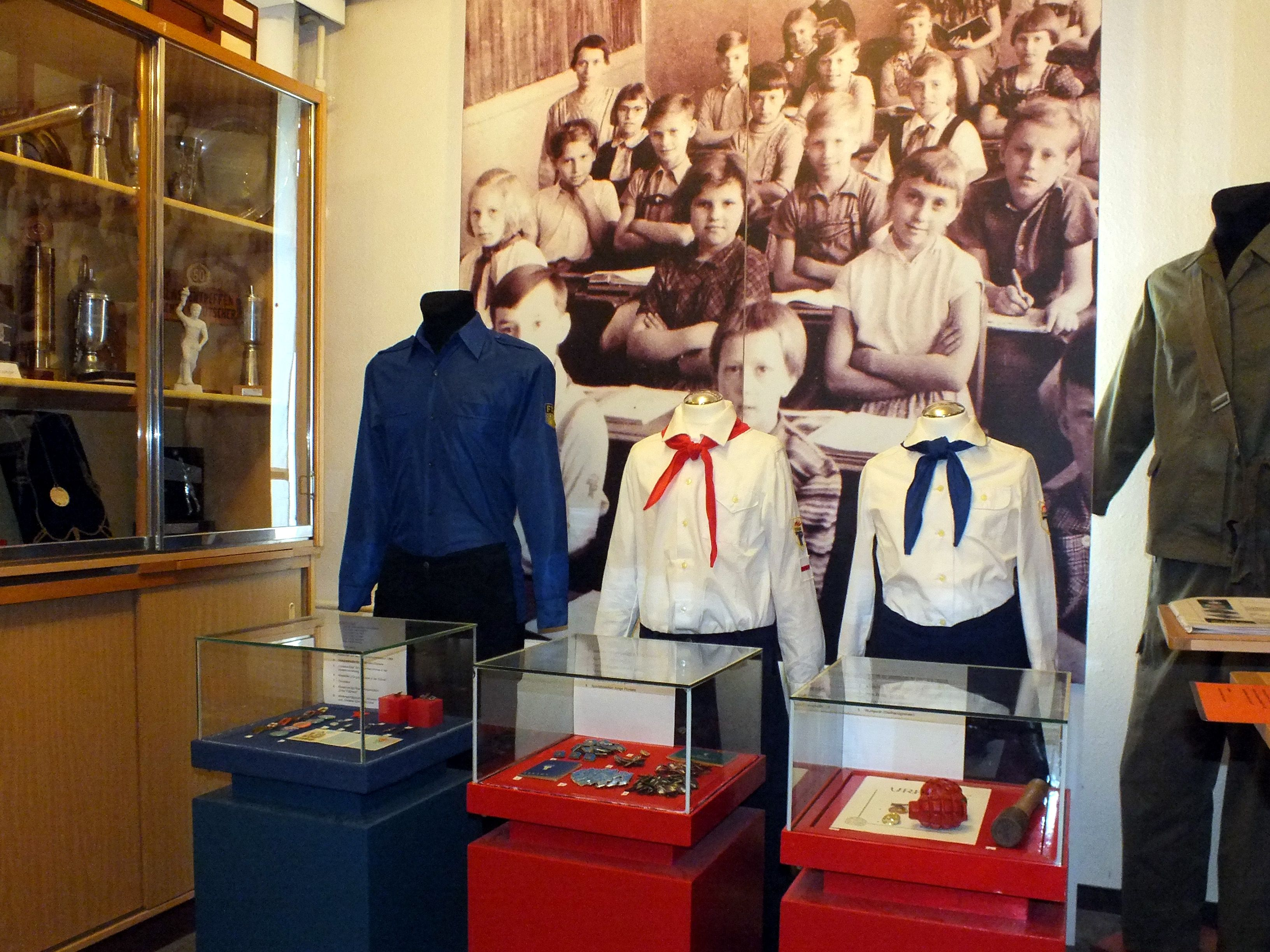
Pionier- und FDJ-Kleidung

### Ausstellungen
Die Dauerausstellung gliedert sich in zwei Abschnitte, je einer auf einer Etage. Statt einer chronologischen Darstellung stehen exemplarische Fragen an das 800-jährige Wirken von Institutionen und deren Protagonisten sowie die Brüche und Besonderheiten der Leipziger Bildungsgeschichte im Vordergrund.
Der erste Teil der Dauerausstellung für die Zeit von 1212 bis 1933 behandelt die Schwerpunkte Schule in der Kaiserzeit 1871–1918 und spezielle Schulformen, wie die Leipziger Waldschule oder die jüdische Carlebachschule. Schaudepots enthalten unter anderem mehr als 1500 Schulwandbilder, sowie Lehrmaterialien zum Physik-, Chemie- und Biologieunterricht und ein Kleinplanetarium vom Typ ZKP 1. Zudem gibt es einen nachgebauten Karzer.
Der zweite Abschnitt zum Zeitraum 1933–1989 ist der Stellung der Schule während der NS-Zeit und in der DDR gewidmet. Die ideologische Ausrichtung und Militarisierung der Erziehung werden ausführlich dargestellt. Beispiele des Widerstandes von Schülern und Lehrern werden dokumentiert und analysiert. Gegenstände aus dem Schulalltag der DDR im Schaudepot DDR-Schule erinnern die älteren Besucher an ihre Schulzeit.
Das Museum hat seit 2000 26 Sonderausstellungen erarbeitet, die zum Teil auch in anderen Institutionen gezeigt wurden, und bietet für Schulen noch spezielle Wanderausstellungen an.

### Bibliothek und Sammlungen
Die Bibliothek des Museums ist eine Präsenzbibliothek und umfasst mehr als 25.000 Titel, darunter Schulbücher, Lehrpläne, Fachzeitschriften sowie Literatur zu Schulgeschichte und Pädagogik ab dem 18. Jahrhundert. Eine Besonderheit stellen über 250 internationale Fibeln sowie eine große Sammlung von Schulprogrammen des späten 19. und frühen 20. Jahrhunderts dar.
Die Sammlungen, ebenfalls mit über 25.000 Objekten, gliedern sich in Dokumente, Utensilien und Unterrichtsmittel sowie Fotos und Filme. Zu den Dokumenten zählen unter anderem Lehrpläne, Urkunden, Zeugnisse, Abschlussarbeiten, Lehrer- und Schülerverzeichnisse, Unterrichtsvorbereitungen, Prüfungsunterlagen, Schülerarbeiten, Chroniken, Tagebücher und Kalender. In der zweiten Gruppe finden sich Schulmöbel, Schulwandbilder, Landkarten, Präparate und technische Modelle, aber auch Medien wie Schallplatten und Tonbänder sowie Utensilien von Schülern und Lehrern zum Schreiben, Rechnen und Zeichnen, nebst Kleidung, Pokalen und Auszeichnungen. Zum Filmbestand gehören Unterrichts-, Kinder- und Heimfilme im 16-mm- und 8-mm-Format aber auch VHS-Videokassetten und DVDs aus neuerer Produktion. Die Fotosammlung beinhaltet Aufnahmen von Schulen, Schülern und Lehrern sowie Bilddokumente im Kontext der Leipziger Bildungsgeschichte, aber auch von Sportveranstaltungen, Klassenfahrten, Ferienlagern und Arbeitsgemeinschaften.
Eine Objektdatenbank auf der Website der Einrichtung mit 2500 Einträgen ermöglicht die Recherche in Teilen der Museumssammlungen.

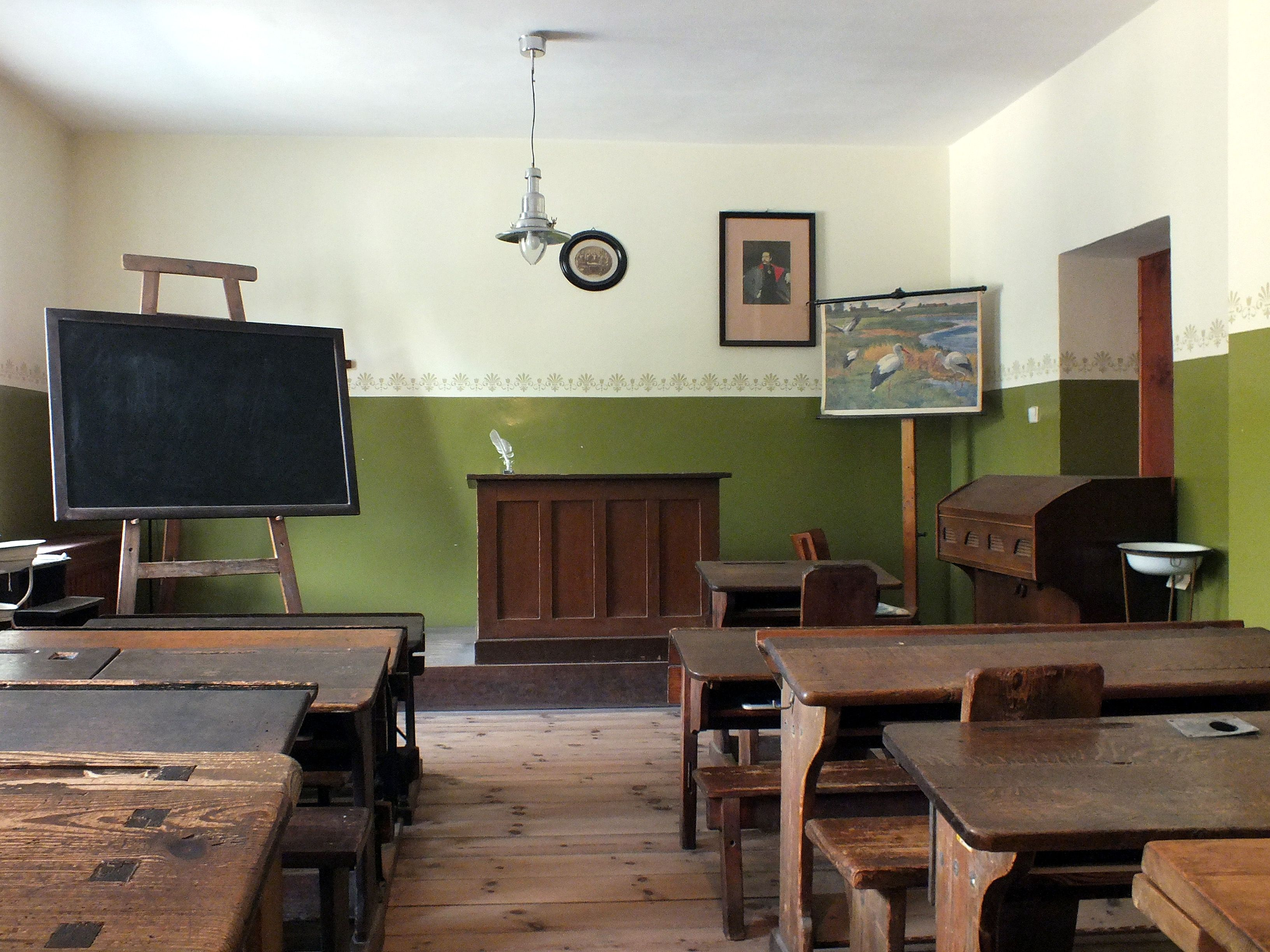
Klassenzimmer um 1900
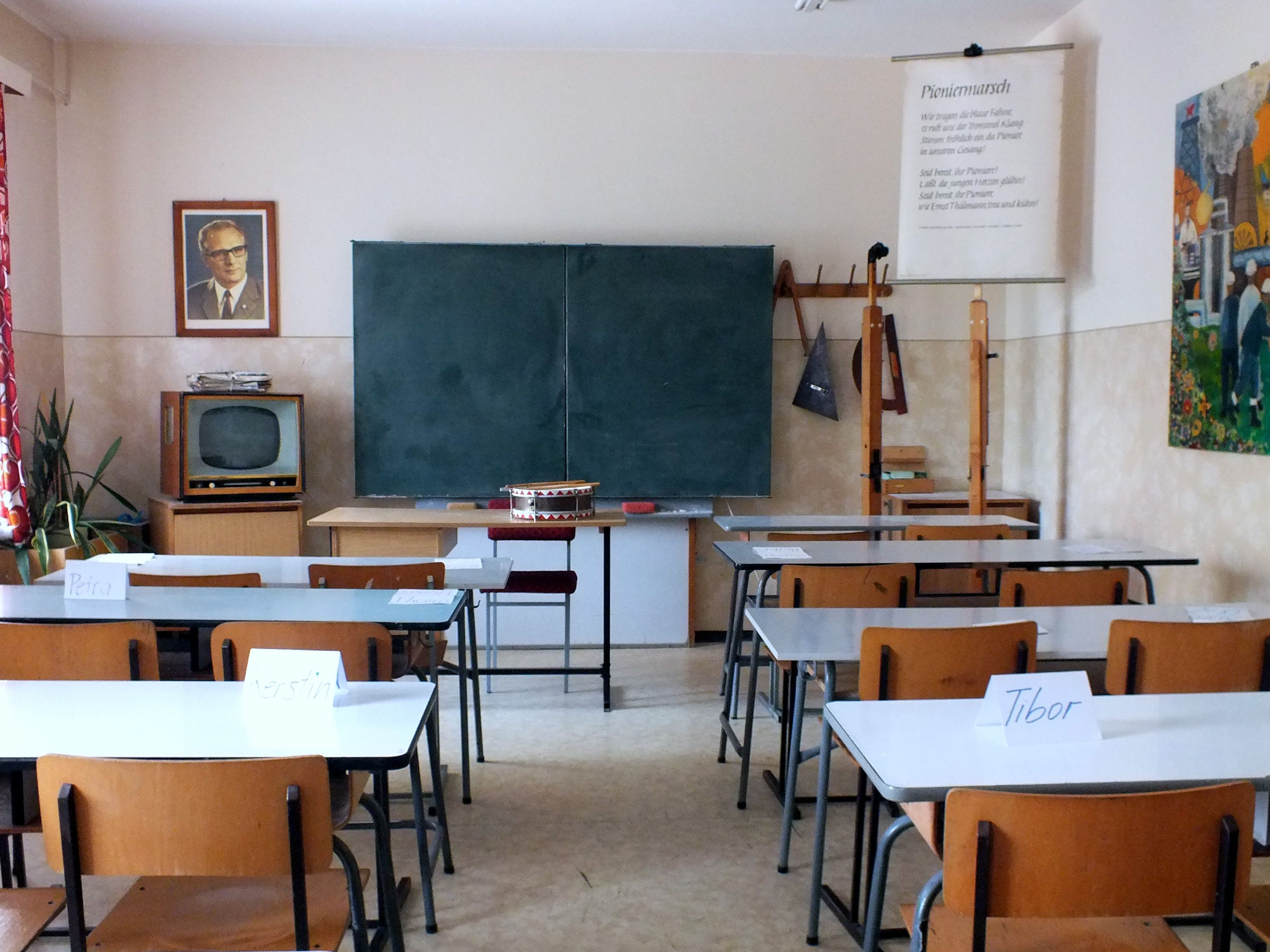
DDR-Klassenzimmer um 1970

### Angebote
In historisch eingerichteten Klassenzimmern können Schüler aber auch Erwachsene in Gruppen sowohl an einer rekonstruierten Unterrichtsstunde der Volksschule um 1900 als auch an einer der Polytechnischen Oberschule der DDR teilnehmen.
In Workshops, die in der Regel zwei Stunden dauern, können sich Besuchergruppen differenziert nach Schulformen und Klassenstufen vertieft mit speziellen Themen des Museums auseinandersetzen. Das Museum bietet auch Unterstützung bei der Durchführung von Projekten wie Schuljubiläen oder Festschriften dazu, der Herstellung von Filmen oder der Vorbereitung von Klassentreffen an.